# 西条真二
西条真二（11月25日—），男性，日本的漫畫家。1992年以刊載於週刊少年Champion上的《怪奇同盟》而正式出道。
代表作為《炒翻天》。

## 簡歷
1992年開始連載首個長篇作品《格鬥王》，直至到1994年；1995年開始連載料理漫畫《炒翻天》，獲得極大迴響，也讓他首次得以到海外舉行簽名會；在2000年《炒翻天》連載結束後，離開合作多年秋田書店，在小學館、講談社等各出版社推出作品，但都迴響不大，以致在此期間的作品篇幅都不長；2006年11月，再度回歸秋田書店，連載《炒翻天》的續篇《鉄鍋のジャン!R頂上作戦》（鐵鍋料理王R頂極作戰）。

### 成人漫畫
在以西条真二為筆名正式出道前，其實曾經創作過成人漫畫（1989年開始），出道後，直至連載《格鬥王》的1994年時都還有成人漫畫作品問世，不過從連載《炒翻天》後（1995年）就再也沒有發表過了；在創作成人漫畫時，是以西原青一（にしはら せいいち， Nishihara Seiichi，多用此筆名）或東原綠一（東原 緑一，ひがしはら りょくいち，Higashihara　Ryokuichi，較少使用）的筆名來發表，而2005年的《デビル17 放課後の凶戦士》是一部含有情色場面的青年向漫畫，是用西条真二的名義發表。

## 作品一覽
- 《格鬥王》（となりの格闘王，原作：緒田太一）：全10集（長鴻出版社，秋田書店）
- 《炒翻天》（鉄鍋のジャン!）：全27集（長鴻出版社，秋田書店）
- 《劍道王》（花の大TOKYO剣豪列伝藤太参ります!!）：全2集（長鴻出版社，小學館）
- 《大棟樑》〈大棟樑〉：全3集（小學館）
- 《重新歸零》〈リセット・ポイント〉：全1集（東立出版社，白泉社）
- 《365步的棋王》（365歩のユウキ）：全4集（小學館）
- 《BAKUTO!》：未輯錄成冊（白泉社）
- 《麵王》（麺王フタツキ!）：全2集（東立出版社，講談社）
- 《デビル17 放課後の凶戦士》（原作：豪屋大介）：全6集（角川書店）
- 《鐵鍋料理王R頂極作戰》（鉄鍋のジャン!R頂上作戦）：全10集，台灣繁體中文版出版至第10集(完結)（東販出版社，秋田書店）
- クッキング・コーディネーター伝説 アカウマ：週刊ヤングマガジン短期集中連載全3回（講談社）
- キガタガキタ!：原作:つのだじろう（秋田書店） ※『恐怖新聞』のRemaker作品

### 西原青一名義
- 《ふぁうんでえしよん》
- 《いつでもパラダイス》
- 《美少女ぱーてぃ》
- 《ファントムオブファイヤー》
- 《青太郎の恋》

## 弟子
- 小山愛子

## 外部連結
- （日語）西条真二ホームページ[永久] 西条真二的個人網站